# Nicolás (kulle)
Nicolás är en kulle i Antarktis. Den ligger i Sydorkneyöarna. Argentina och Storbritannien gör anspråk på området. Toppen på Nicolás är 240 meter över havet.
Terrängen runt Nicolás är huvudsakligen kuperad, men den allra närmaste omgivningen är platt. Havet är nära Nicolás västerut. Trakten är obefolkad. Det finns inga samhällen i närheten. 